# Phacelia minutissima
Phacelia minutissima är en strävbladig växtart som beskrevs av Edward George Henderson. Phacelia minutissima ingår i Faceliasläktet som ingår i familjen strävbladiga växter. Inga underarter finns listade i Catalogue of Life.